# Týček
Týček je obec v okrese Rokycany v Plzeňském kraji. Žije zde 251 obyvatel.

## Historie
První písemná zmínka o vesnici pochází z roku 1336.

## Obyvatelstvo
| Rok            | 1869 | 1880 | 1890 | 1900 | 1910 | 1921 | 1930 | 1950 | 1961 | 1970 | 1980 | 1991 | 2001 | 2011 | 2021 |
| -------------- | ---- | ---- | ---- | ---- | ---- | ---- | ---- | ---- | ---- | ---- | ---- | ---- | ---- | ---- | ---- |
| Počet obyvatel | 298  | 320  | 288  | 308  | 322  | 323  | 279  | 254  | 257  | 249  | 223  | 229  | 199  | 199  | 234  |
| Počet domů     | 44   | 47   | 47   | 52   | 52   | 57   | 62   | 73   | 73   | 72   | 70   | 86   | 90   | 95   | 112  |

## Obecní správa
Mezi lety 1869–1950 byl obcí v okrese Hořovice (1869–1890) a později v okrese Rokycany. V letech 1961–1971 byl jako část města k Zbirohu a od 26. listopadu 1971 do 31. března 1980 byl znovu obcí, kdy se konaly obecní volby. Od 1. dubna 1980 do 23. listopadu 1990 patřil znovu jako čast města k Zbirohu a od 24. listopadu 1990 je opět samostatnou obcí.

### Obecní symboly
Znak a vlajka byly obci uděleny rozhodnutím předsedy Poslanecké sněmovny Parlamentu České republiky dne 8. listopadu 2016.

## Pamětihodnosti
- Venkovská usedlost čp. 25
- Venkovská usedlost čp. 28